# 塗厝厝
塗厝厝，是臺灣彰化縣和美鎮的一個地名，位於該鎮中部偏西北。相較於今日行政區，其範圍大致包括湖內里、地潭里、塗厝里、嘉寶里不含東南端邊界地帶，以及伸港鄉溪底村東南部邊界地帶。

## 歷史
台灣清治末期至日治初期，塗厝厝地區為一街庄，稱為「塗厝厝庄」，隸屬於線西堡。該庄東隔大肚溪與汴仔頭庄、大肚庄相望，南與柑仔井庄、頭前藔庄為鄰，西邊為月眉庄、埤仔墘庄，北邊為溪底庄。
1901年（日治明治三十四年）11月，該庄隸屬於彰化廳。1909年（明治四十二年）10月，改隸屬於臺中廳。1920年（大正九年），該庄改制為「塗厝厝」大字，隸屬於臺中州彰化郡和美庄，大字下有「塗厝厝」、「嘉寶潭」小字名。1943年，和美庄升格為和美街。
戰後和美街改制為和美鎮，隸屬於彰化縣，大字亦改制為里。

## 交通
國道3號大致以開口向東的弧形經過塗厝厝地區東部，境內設有和美交流道，由此可快速前往台灣南北各地。省道台61乙線又稱「彰濱聯絡道」，東側端點位於和美交流道，往西可前往彰化濱海工業區線西區。
縣道139號（彰新路六段～四段）是新港至鹿谷初鄉的道路，大致以南北走向經過塗厝厝地區中西部，往西北可前往新港，往南可前往彰化、南投、集集、鹿谷等地。縣道139甲線（和厝路二段）是和美塗厝至彰化的道路，北側端點位於縣道139號本線路口，西南可前往和美市區、草港，再轉東南可前往頂番婆、彰化。

## 學校
- 培英國小

## 古建築
- 默園（陳錫奎舊宅、台灣日治時期文學運動先驅陳虛谷故居）
- 陳果軒墓

## 宗教場所
- 塗厝厝近天宮
- 中塗厝恆德宮
- 塗厝北極宮